# 格德库尔
格德库尔（法語：Gueudecourt，法語發音：[ɡødkuʁ]）是法国上法蘭西大區索姆省的一个市镇，属于佩罗讷区。

## 地理
格德库尔（50°3'33"N, 2°50'33"E）面积4.87 平方千米，位于法国上法蘭西大區索姆省，该省份为法国北部沿海省份，北起加来海峡省和北部省，西接滨海塞纳省和大西洋英吉利海峡，南至瓦兹省，东临埃纳省。
与格德库尔接壤的市镇（或旧市镇、城区）包括：博朗库尔、利尼-蒂卢瓦、弗莱尔、然希、莱伯。

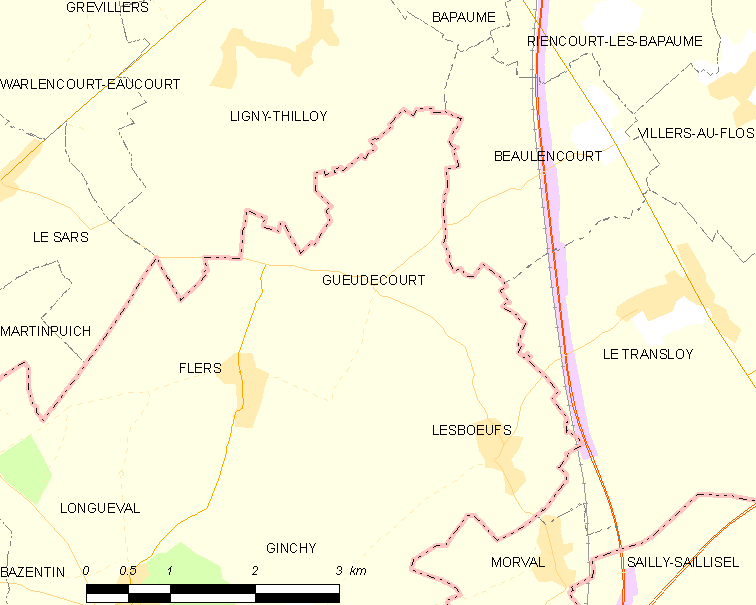
格德库尔的OSM定位图

格德库尔的时区为UTC+01:00、UTC+02:00（夏令时）。

## 行政
格德库尔的邮政编码为80360，INSEE市镇编码为80397。

## 政治
格德库尔所属的省级选区为佩罗讷县。

## 人口

1962-2008年间格德库尔人口变化图示

格德库尔于2022年1月1日时的人口数量为96人。